# Сен-Мар, Анри Куаффье де Рюзе
Анри́ Куаффье́ де Рюзе́, маркиз де Сен-Мар (фр. Henri Coiffier de Ruzé, Marquis de Cinq-Mars; 1620—1642) — миньон Людовика XIII. Сын маркиза Эффиа, маршала Франции, близкого друга кардинала Ришельё. Великий конюший Франции с 1639 по 1642 год. 

## Биография
Сен-Мар ещё юношей был приставлен к королю кардиналом Ришельё, который хотел сделать его своим орудием для влияния на короля. Сен-Мар действительно скоро расположил к себе короля и был осыпан милостями. Таллеман де Рео в своих «Занимательных историях» вспоминает, что монарх каждый вечер уводил Сен-Мара к себе в спальню в семь часов, осыпая его руки поцелуями.
Заметив, что сам король отчасти тяготится деспотизмом Ришельё, Сен-Мар задумал воспользоваться своим влиянием, чтобы низвергнуть Ришельё, — подобно тому, как ранее это сделал герцог Люинь. В заговоре приняли участие Гастон Орлеанский и Франсуа Огюст де Ту, сын историка Жака Огюста де Ту. Заговор был открыт Ришельё, сумевшим восстановить короля против Сен-Мара. Последний и де Ту-младший были казнены 12 сентября 1642 года.
Судьба Сен-Мара, известного при дворе под именем «главного (конюшего)» — «мсье ле Грана», — послужила сюжетом для романа Альфреда де Виньи «Сен-Мар, или Заговор времён Людовика XIII» (1826) и для оперы Гуно «Сен-Мар» (1877).

## Кинематограф
- 1962 — Телевизионная программа «Камера исследует время[фр.]» («Заговор Сен-Мара»).
- 1964 — «Сирано и д'Артаньян» (Франция, Италия, Испания); в роли — Хулиан Матеос.
- 1977 — телесериал «Ришельё» (Франция); в роли — Жан-Луи Бруст.
- 1981 — телефильм  «Пятое марта (Сен-Мар)».
- 2014 — телефильм «Ришельё, пурпур и кровь» (Франция); в роли — Пьер Буланже.